# Isla Nu'ulopa
Nu'ulopa es una diminuta isla volcánica deshabitada de Samoa que está situada del lado occidental de la isla Manono y utilizada a veces por empresas turísticas para realizar excursiones y para producir frutas y vegetales. También posee playas óptimas para la práctica del turismo. 
Pertenece al distrito de Aiga-i-le-Tai, Samoa y es la única isla del distrito Aiga-i-le-Tai que permanece sin población humana. Su superficie es de 14.1 kilómetros cuadrados.